# 1885年華人移民法令
《1885年華人移民法令》（英語：Chinese Immigration Act of 1885），詳題為《限制及規管華人移民至加拿大的法令》（An Act to restrict and regulate Chinese immigration into Canada），是加拿大國會的一項法令，向所有移民到加拿大的華人徵收50加元人頭稅。該稅於1900年增加至100加元，在當時是一個很大的金額。於1903年徵收額調升至500加元，相等於一個人兩年的工資；當時不論華人移民還是加拿大人的工資都不高。後來，另有一項法令獲得通過，宣佈每艘船的每50.8噸重量，每次航程中只能帶一名華人移民到加拿大；亦即一艘508噸重的船上只可以攜帶十個華人移民抵達加拿大。
這法令於1923年由完全禁止華人移民的《1923年華人移民法令》（亦稱《排華法》）取代。